# Сазани
Сазани (на албански: Sazani; на италиански: Saseno; на гръцки: Σάσων) е остров в Адриатическо море. Днес е част от Албания, като е и най-големият албански остров с площ – 5,7 км². Необитаем. 
За последно е бил в състава на Валонското княжество. След Втората световна война, острова е част от военноморска база Пашалиман.

Островът е необитаем, но има малка италиано-албанска военноморска база, използвана главно за противодействие на контрабанда между Южна Италия и Албания и като поле за обучение на британския кралски флот. В нея непрекъснато се намират около 5 – 6 души. През 2010 г. околните морски води на острова и тези на прилежащия полуостров Карабурун бяха обявени за национален морски парк от албанското правителство. През лятото на 2015 г. беше възможно туристите да разгледат острова на групи от Вльора с екскурзионна лодка.